# Buspironă
Buspirona este un medicament anxiolitic, fiind utilizat în tratamentul de scurtă durată al tulburărilor de anxietate. Calea de administrare disponibilă este cea orală.
Molecula a fost sintetizată pentru prima dată în 1968 și a fost aprobată pentru uz medical în Statele Unite ale Americii în anul 1986. Este disponibil sub formă de medicament generic.

## Utilizări medicale
Buspirona este utilizată în tratamentul de scurtă durată al tulburărilor  de  anxietate,  în  principal  al  tulburării  de  anxietate generalizată (TAG). După administrare orală, poate dura aproximativ 4 săptămâni până la instalarea efectelor.

## Reacții adverse
Principalele efecte adverse asociate tratamentului sunt: cefalee, amețeală, insomnie și dificultăți de concentrare. Efecte adverse mai severe includ: halucinațiile, apariția sindromului serotoninergic și convulsiile.

## Farmacologie
Buspirona acționează ca agonist cu mare afinitate asupra receptorilor pentru serotonină de tipul 5-HT1A.